# Éditions L'Harmattan
Pour l’article homonyme, voir Harmattan (homonymie).
Le groupe des Éditions L'Harmattan ou L'Harmattan est bâti autour de la maison d'édition française L'Harmattan, créée par Denis Pryen et Robert Ageneau en 1975. Il tire son nom du vent de l'Afrique de l'Ouest, l'harmattan.
Les Éditions L’Harmattan, initialement spécialisées dans l'édition de sciences humaines et sociales francophones, comptent quatre structures éditoriales en Europe, onze en Afrique, deux librairies à Paris.

## Histoire
L'Harmattan est créé en 1975 par Robert Ageneau et Denis Pryen, deux éditeurs issus de la gauche catholique et de l'engagement tiers-mondiste. Leur objectif est alors de publier des ouvrages traitant des relations géopolitiques entre le Tiers-Monde, les pays développés et l’Afrique.
Denis Pryen est né en 1939 dans le Nord. Robert Ageneau, né en 1938 en Vendée, a été rédacteur en chef de Spiritus, une revue de missionnaires. Le premier est considéré comme l'homme d'affaires derrière le projet, tandis que le deuxième est l'intellectuel. Ils installent leur librairie à Paris, dans le quartier Saint-Germain-des-Prés.

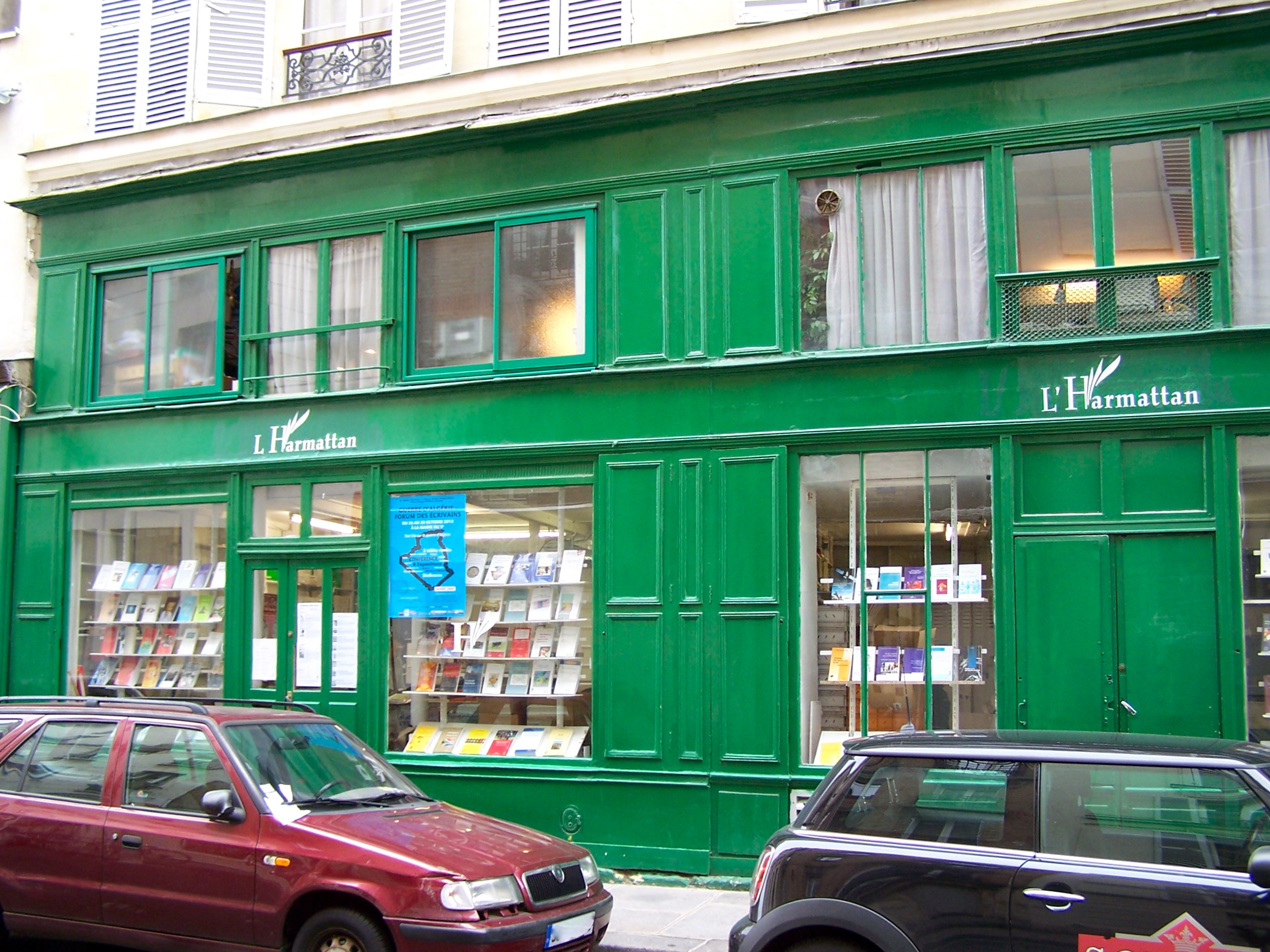
Le siège des éditions, rue de l'École-Polytechnique, à Paris.

L'Harmattan se fonde sur les expériences de deux maisons d'édition alors en déclin, François Maspero et Présence africaine. La maison d'édition nouvellement créée développe de nouvelles thématiques autour de l'évolution des États africains, l'immigration, et le rôle du christianisme dans les questions de développement. L'Harmattan constitue un réseau de relations avec les mouvements nationalistes notamment du Salvador, du Timor, des Antilles et du Sahara occidental. Les premières publications comptent des livres sur les DOM TOM, le coup d'État de Pinochet, en 1973, la révolution malgache, la famine au Sahel et la littérature en langue africaine.
En 2010, Denis Pryen prend sa retraite et nomme son neveu, Xavier Pryen, à la tête de la gestion opérationnelle du groupe. En 2024, le fondateur de la maison d’édition porte plainte contre son neveu : il l’accuse d’avoir pris le contrôle du groupe à son insu et d’avoir utilisé ses ressources financières à son profit. Selon Médiapart, le parquet de Paris a ouvert deux enqupêtes préliminaires pour escroquerie, abus de faiblesse et harcèlement moral au travail.

## Modèle économique
Si le modèle est au départ celui d'un réseau bénévole constitué de responsables de collections universitaires, la maison se professionnalise au fur des années. La promotion n'est, au début, réalisée que grâce à des présentations durant la fête de l'Humanité. Afin de limiter les coûts, la maison impose une méthode dite de « prêt à clicher » dès les années 1980, obligeant les auteurs de se soumettre aux formats exigés par la maison d'édition. L'Harmattan recrute des salariés, et initie un contrat à compte d’éditeur à 0 % de droits d’auteur sur les 500 premiers exemplaires. Ce modèle économique est singulier et parfois décrié : les auteurs sont rémunérés seulement, et faiblement, à partir du 501e exemplaire vendu. En 1984, L'Harmattan emploie 19 personnes.
Pour que ce modèle de petite diffusion fonctionne il faut un effet volume d'ouvrages, ce qui permet à l'Harmattan de se développer rapidement et avec succès. Cette stratégie est toutefois désapprouvée par Robert Ageneau, qui considère que cela se fait au détriment d'une approche qualitative et restrictive,. À la suite d'une décision de justice de 1980, Robert Ageneau quitte la société en 1980 pour fonder sa propre maison d’édition, les Éditions Karthala.
Cette histoire des origines et de la fondation de L'Harmattan a été étudiée, par l'historien Denis Rolland qui en a tiré deux ouvrages parus en 2022 chez L'Harmattan : Histoire de L'Harmattan. Genèse d'un éditeur au carrefour des cultures (1939-1980) (préfacé par l'historien de la culture Jean-François Sirinelli et par l'historien de l'édition Jean-Yves Mollier) et L'Harmattan. Matériaux pour l'histoire d'un éditeur - 1962-1980.

## Activité éditoriale et culturelle

### Éditeur de livres

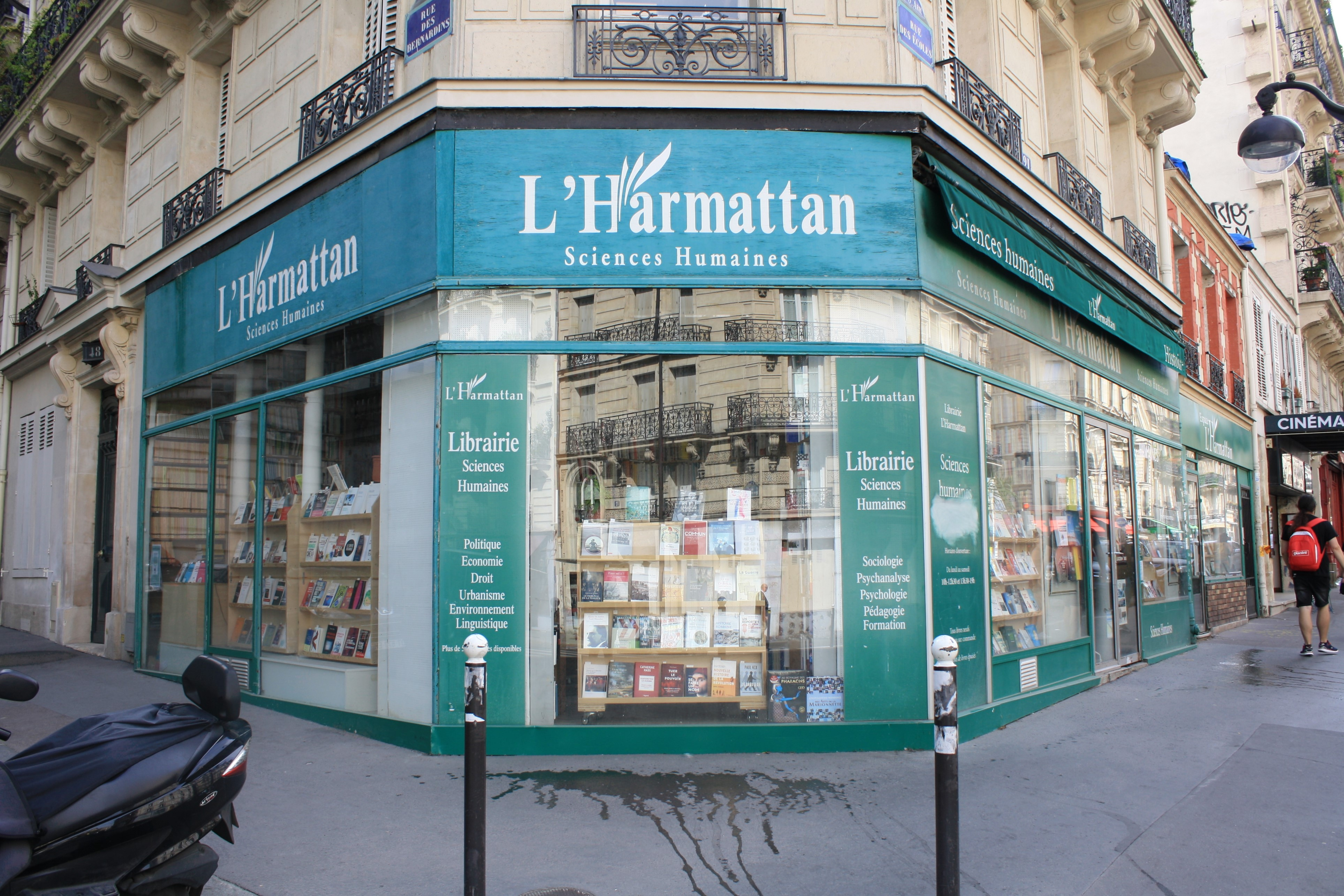
Façade de la librairie L'Harmattan située rue des Écoles à Paris, spécialisée dans les sciences humaines (2019)

Le cœur de métier de L'Harmattan est la publication d'ouvrages. En 1980, L’Harmattan publiait 40 titres, pour passer à 100 en 1984, 800 en 1997, et environ 2 500 en 2018. Les principales thématiques abordées sont les sciences humaines et sociales, l'économie, le droit et la littérature. Si toutes les zones géographiques sont abordées, la maison d'édition veille à un équilibre entre les publications liées aux pays en développement, et les publications sur les pays développés.
Le fonds éditorial comprend 65 000 titres au catalogue, 30 000 auteurs, 300 collections actives et 150 revues. En tout, en plus des vidéos et des revues, un million de livres d’occasion sont stockés dans les entrepôts de Condé-sur-Noireau, dans le Calvados, et mis sur le marché via la Très Grande Librairie (TGL).

### Éditeur numérique multisupports
À son métier d'origine de publication de livres, L'Harmattan associe aujourd'hui un métier d'éditeur numérique multisupports. Les auteurs peuvent ainsi publier des ouvrages en version numérique (généralement au format EPUB). L'adoption rapide du numérique comme méthode d'édition a fait de L'Harmattan le deuxième éditeur numérique de France en 2010, derrière la Fnac, et devant Numilog.
L'Harmattan TV diffuse par ailleurs quelque 400 films, produisant et diffusant tous les ans une centaine de films (documentaires, fictions, « captations théâtrales ».

### Acquisition et vente du Lucernaire
En 2004, la maison d'édition fait l'acquisition du Lucernaire, centre culturel situé dans le quartier du Montparnasse à Paris. À l'automne 2023, il est revendu au fonds d'investissement Adhema, dirigé par le comédien et producteur Maxence Gaillard, pour une somme comprise entre 7 et 9 millions d'euros,.

## Controverses

### Sélection et cofinancement
Le modèle économique de l’Harmattan repose sur la publication d’un grand nombre de textes.
L’Harmattan demande aux auteurs de fournir un prêt-à-clicher au format de l’édition ; il ne procède pas non plus à la correction des textes, se contentant de demander aux auteurs de l’assurer après survol du manuscrit reçu[réf. nécessaire].
La rentabilisation de base d’un ouvrage passe depuis les années 2000 par l’obligation faite à chaque auteur de préacheter un certain nombre de ses ouvrages (le contrat standard prévoit 30 ouvrages à -30 % — les auteurs maison se voient également offrir une remise de 30 % sur tout le catalogue). En 1984, ce cofinancement était déjà pratiqué pour les ouvrages longs.
Denis puis Xavier Pryen ont constamment défendu leur propre vision du métier d’éditeur, affirmant que le premier droit d’un auteur est d’être publié et que le cofinancement qu’ils pratiquent ne peut en aucun cas être assimilé à la publication à compte d’auteur. De fait, un grand nombre de livres (notamment africains) ne pourraient pas exister dans le modèle de l’édition traditionnelle. De plus, le modèle économique qu’ils préconisent est solide, L’Harmattan étant constamment bénéficiaire, au contraire de nombre d’éditeurs dont beaucoup doivent mettre la clef sous la porte en abandonnant leurs auteurs.

### Droits d'auteur et rémunération
L'Harmattan a initié les contrats à compte d’éditeur, et a depuis ses origines fait évoluer sa politique. Les droits d'auteurs prévus pour les ventes papier sont de 0 % pour les 500 premiers exemplaires, de 4% de 501 à 1000 exemplaires vendus et de 6% au-delà, alors qu'ils étaient de 0% sur les 1 000 premiers exemplaires à l'origine. Malgré des assignations en justice par la Société des gens de lettres (SGDL) et le Syndicat national des auteurs et des compositeurs (SNAC), l'éditeur a conservé sa politique. Aujourd'hui[Quand ?], les droits d'auteurs prévus pour les ventes papier sont de 0 % pour les 500 premiers exemplaires, de 4 % de 501 à 1 000 exemplaires vendus et de 6 % au-delà. Pour les ventes d'ouvrages numériques, ils sont de 10 % quel que soit le nombre d'exemplaires vendus.
L'Harmattan est condamné en 1999 (TGI de Paris, 30 novembre 1999), et perd en appel en 2005 : l'éditeur est condamné à verser 7 000 euros aux plaignants, pour une question de quantités d’impression indiquée sur un autre chapitre. Le tribunal autorise finalement ce contrat.
La controverse reprend toutefois en 2015 quand un article du journal Le Monde remet sur la place publique la question de l'abandon des droits d'auteur à titre onéreux jusqu'au 500e exemplaire vendu, considérant la pratique comme peu respectueuse des auteurs. Le journal souligne que la maison d'édition exige des auteurs un travail important de pré-édition, et relaie les critiques d'auteurs africains, qui considèrent avoir été trompés par la maison. Ils critiquent notamment la facturation par l'éditeur du travail de relecture et de mise en page, ainsi que la rareté des cas où des droits d'auteur sont versés aux auteurs africains.
Charles Gueboguo, qui a publié des ouvrages sur la pandémie du sida en Afrique dans les années 2000, a ainsi critiqué : « Je n’avais aucune connaissance technique en la matière. À l’époque, j’étais doctorant et je vivais au Cameroun. Pour mon premier ouvrage, j’ai dépensé 800 euros, entre 2004 et 2006, afin de leur envoyer le manuscrit tel qu’ils le demandaient, sans compter l’achat de 50 exemplaires de mon propre livre qui coûtait alors 17 euros. Au final, cela m’a coûté autour de 1 700 euros ». Or, du fait des faibles ventes de son ouvrage, les droits d'auteur ne lui ont jamais été versés : « Depuis cette date, je n’ai jamais perçu le moindre droit d’auteur ». Sa publication chez L'Harmattan aurait ainsi été un boulet important pour lui.
Dans un droit de réponse au Monde, les éditions L’Harmattan se défendent en indiquant qu'« un arrêt de la cour d'appel de Paris du 25 novembre 2005, a reconnu la légalité de [leur] contrat avec droits à partir du 501e exemplaire vendu et que cette décision juridique n’est plus contestée ».

### Harcèlement moral au travail
Depuis 2009 Xavier Pryen fait appel aux conseils d'Yves Bucillat, un "coach" que le personnel de la maison d'édition qualifie de "gourou". Ce dernier dirige aujourd'hui plusieurs de ses pôles stratégiques, au point de disposer « quasiment tous les pouvoirs » selon Médiapart.
Le 8 juillet 2024, une ancienne directrice éditoriale réalise un signalement à la Miviludes contre Yves Bucillat. Le consultant est accusé de faire « régner la terreur parmi le personnel des éditions », de s’arroger des « mesures relevant des ressources humaines n’entrant pas dans son périmètre » et de causer une « détresse psychologique » chez plusieurs de salariés.
Le parquet de Paris a confié à la Brigade de répression de la Délinquance faite aux Personnes (BRDP) une enquête pour «harcèlement moral au travail » et « placement ou maintien d’une personne en état de sujétion psychologique ou physique »